# Liste der Monuments historiques in Chef-Haut
Die Liste der Monuments historiques in Chef-Haut führt die Monuments historiques in der französischen Gemeinde Chef-Haut auf.

## Liste der Objekte
| Bezeichnung                  | Beschreibung                                       | Standort                             | Kennzeichnung | Schutzstatus | Datum | Bild |
| ---------------------------- | -------------------------------------------------- | ------------------------------------ | ------------- | ------------ | ----- | ---- |
| Kruzifix                     | Holz, farbig gefasst, Ende des 17. Jahrhunderts    | in der Kirche St-Jean-Baptist (Lage) | PM88000139    | Classé       | 1960  |      |
| Skulptur Johannes der Täufer | Stein, farbig gefasst, Anfang des 17. Jahrhunderts | in der Kirche St-Jean-Baptist (Lage) | PM88000140    | Classé       | 1960  |      |
| Skulptur Heilige Barbara     | Stein, farbig gefasst, Ende des 16. Jahrhunderts   | in der Kirche St-Jean-Baptist (Lage) | PM88000141    | Classé       | 1960  |      |